# ゼイビア・アイザック
- サビエル・アイザック

ゼイビア・フランシス・アイザック（Xavier Francis Isaac, 2003年12月17日 - ）は、アメリカ合衆国ノースカロライナ州ファイエットビル出身のプロ野球選手（一塁手）。左投左打。MLBのタンパベイ・レイズ傘下所属。

## 経歴
2022年のMLBドラフト1巡目（全体29位）でタンパベイ・レイズから指名され、予定していたフロリダ大学への進学を取りやめプロ入り。契約金は250万ドル。